# Icod el Alto
Icod el Alto es una de las entidades de población que conforman el municipio de Los Realejos, en la isla de Tenerife —Canarias, España.

## Características
Está situada a unos siete kilómetros al oeste de la capital municipal, limitando con el municipio de San Juan de la Rambla, y a una altitud media de 1.273 m s. n. m., si bien el área urbana se halla a unos 570 m s. n. m.
La localidad cuenta con el Centro de Enseñanza Obligatoria La Pared, con una iglesia parroquial dedicada a la Virgen del Buen Viaje, un tanatorio municipal, con el cementerio de San Antonio, un consultorio médico, un campo municipal de fútbol, una pista de petanca, una pista de despegue para parapentes, una oficina de Correos, una farmacia, plazas públicas, dos entidades bancarias, una gasolinera, así como con pequeños negocios, bares y restaurantes.

## Demografía
| Año        | 2000  | 2001  | 2002  | 2003  | 2004  | 2005  | 2006  | 2007  | 2008  | 2009  | 2010  | 2011  | 2012  | 2013  |
| ---------- | ----- | ----- | ----- | ----- | ----- | ----- | ----- | ----- | ----- | ----- | ----- | ----- | ----- | ----- |
| Habitantes | 3.610 | 3.669 | 3.648 | 3.655 | 3.619 | 3.586 | 3.559 | 3.507 | 3.458 | 3.685 | 4.032 | 4.683 | 4.907 | 5.286 |

## Fiestas
En Icod el Alto se celebran fiestas patronales en honor a la Virgen del Buen Viaje el último domingo del mes de agosto. Nuestra señora del Buen Viaje es considerada la Candelaria del norte.

## Comunicaciones
Se accede al barrio por la carretera general de Icod el Alto TF-342.

### Transporte público
En autobús —guagua— queda conectado mediante la siguiente línea de TITSA:
| Línea | Trayecto                                                        | Recorrido     |
| ----- | --------------------------------------------------------------- | ------------- |
| 354   | Circunvalación Valle de La Orotava - Realejo Bajo y Las Dehesas | Horario/Línea |

## Lugares de interés
- Iglesia parroquial de Ntra. Sra. del Buen Viaje, siglo xviii (Ctra General)
- Mirador El Lance.
- Mirador de La Corona (El Lance).
- Plaza Poeta Antonio Reyes.
- Escultura «Mencey Bentor» (Mirador El Lance).
- Escultura «Homenaje al Cochinero» (Lomo Márquez).
- Fuente del Dornajo (El Dornajo).
- Lavaderos del barranco Castro.
- Fuente La Gotera (El Andén).
- La Casa de La Pared.
- Hotel Rural Casablanca.
- Aula de la naturaleza, tagoror y espacio lúdico de Los Chavocos.
- Parque Recreativo del Andén.
- Cruz del Agua (Los Campeches).